# Liga Nacional de Futsal
Die Liga Nacional de Futsal ist eine brasilianische Futsal-Meisterschaft. Sie wurde 1996 vom brasilianischen Futsal-Verband (CBFS) mit dem Ziel gegründet, den Kalender der Mannschaften des Landes zu professionalisieren.

## Geschichte
Bis 2014 wurde der Wettbewerb vom CBFS organisiert. In dem Jahr geriet der Verband wegen Korruptions- und Veruntreuungsvorwürfen in eine Krise. Die LNF Klubs gründeten daraufhin eine unabhängige Ligaverwaltung.
Um an der Meisterschaft teilzunehmen, muss ein Franchise gekauft werden. Es besteht auch die Möglichkeit sich an einem zu beteiligen. Als Inspiration für das System galt die NBA. Durch das System schwankt die Anzahl der jährlichen Teilnehmer.
Bis 2021 hatte der nationale Fußballverband, die Confederação Brasileira de Futebol, die Verantwortung für den Futsal dem CBFS überlassen, obwohl die FIFA-Statuten etwas anderes vorsahen. In dem Jahr wollte der CBF auch die Kontrolle über den Futsal übernehmen, nahm aber nach kurzer Zeit wieder Abstand davon, nachdem die hohe Verschuldung des CBFS festgestellt wurde. Der CBF kümmert sich seitdem ausschließlich um die Brasilianische Futsalnationalmannschaft.
Der Sieger jeder Ausgabe erhält einen Geldpreis und eine Trophäe. Bis einschließlich 2023 qualifizierten sich Klubs aus der LNF, Brasilien bei internationalen Meisterschaften, der Futsal Copa Libertadores und dem Futsal-Weltpokal, zu vertreten. In dem Jahr rief der CBFS die Campeonato Brasileiro de Futsal ins Leben, eine wieder vom nationalen Verband organisierte Meisterschaft, welche ab 2024 ausgetragen wird.

## Finalspiele
| Saison | Meister                   | Ergebnis            | Finalist          | 3. Platz              | 4. Platz              | Teilnehmer |
| ------ | ------------------------- | ------------------- | ----------------- | --------------------- | --------------------- | ---------- |
| 1996   | SC Internacional/SC Ulbra | 2:2 4:0 6:1         | Vasco da Gama FC  | Goiás EC              | ADC General Motors    | 10         |
| 1997   | Atlético Mineiro          | 3:3 4:1             | EC Banespa        | Carlos Barbosa        | ADC General Motors    | 10         |
| 1998   | SC Ulbra                  | 5:1 6:2             | Carlos Barbosa    | ADC General Motors    | IC Jardim Guanabara   | 10         |
| 1999   | Atlético Mineiro          | 5:3 5:4             | Carlos Barbosa    | Miécimo da Silva      | FC São Paulo          | 13         |
| 2000   | CR Vasco da Gama          | 3:1 4:2             | Atlético Mineiro  | SC Ulbra              | ADC General Motors    | 14         |
| 2001   | Carlos Barbosa            | 3:7 5:2             | SC Ulbra          | CR Flamengo           | Foz Futsal            | 14         |
| 2002   | SC Ulbra                  | 7:4 4:2             | Minas Tênis Clube | AD Jaraguá            | Goiás EC              | 12         |
| 2003   | SC Ulbra                  | 2:0 5:3             | Carlos Barbosa    | AD Jaraguá            | EC Banespa            | 17         |
| 2004   | Carlos Barbosa            | 1:2 5:2 1:3         | SC Ulbra          | AD Jaraguá            | CER Atlântico         | 17         |
| 2005   | AD Jaraguá                | 2:2 3:2             | CER Atlântico     | Horizontina Futsal    | SC Ulbra              | 16         |
| 2006   | Carlos Barbosa            | 3:4 3:0 5:2         | AD Jaraguá        | JEC Krona Futsal      | CER Atlântico         | 20         |
| 2007   | AD Jaraguá                | 6:1 5:3             | JEC Krona Futsal  | SC Ulbra              | ADC Intelli           | 20         |
| 2008   | AD Jaraguá                | 2:2 6:2             | SC Ulbra          | Farroupilhense        | Carlos Barbosa        | 20         |
| 2009   | Carlos Barbosa            | 4:2 5:4             | AD Jaraguá        | ADC Florianópolis     | AF Umuarama           | 19         |
| 2010   | AD Jaraguá                | 2:2 2:0             | AAC Copagril      | SC Corinthians        | Carlos Barbosa        | 21         |
| 2011   | FC Santos                 | 3:4 3:2 (7:6 i. E.) | Carlos Barbosa    | SC Corinthians        | ADC Florianópolis     | 23         |
| 2012   | ADC Intelli               | 1:0 4:4             | JEC Krona Futsal  | Carlos Barbosa        | SC Corinthians        | 20         |
| 2013   | ADC Intelli               | 2:1 2:2             | Concordiense      | JEC Krona Futsal      | SC Corinthians        | 19         |
| 2014   | AD Brasil Futuro          | 4:2 2:5 (4:3 n. V.) | ADC Intelli       | AD Jaraguá            | SC Corinthians        | 19         |
| 2015   | Carlos Barbosa            | 5:3 5:1             | ADC Intelli       | SC Corinthians        | AD Brasil Futuro      | 20         |
| 2016   | SC Corinthians            | 3:2 5:2             | AD Brasil Futuro  | AAC Copagril          | AE Venâncio Aires     | 19         |
| 2017   | JEC Krona Futsal          | 1:1 2:2 (1:0 n. V.) | AE Venâncio Aires | Foz Cataratas Futsal  | AA Marreco Futsal     | 17         |
| 2018   | Pato Futsal               | 1:1 2:2 (1:0 n. V.) | CER Atlântico     | AD Brasil Futuro      | AAC Copagril          | 19         |
| 2019   | Pato Futsal               | 3:2 6:0             | AD Brasil Futuro  | JEC Krona Futsal      | AD Jaraguá            | 19         |
| 2020   | AD Brasil Futuro          | 1:1 3:0             | SC Corinthians    | JEC Krona Futsal      | AD Futsal Tubaronense | 21         |
| 2021   | Cascavel Futsal Clube     | 3:1 6:0             | AD Brasil Futuro  | Foz Cataratas Futsal  | Carlos Barbosa        | 23         |
| 2022   | SC Corinthians            | 6:2 5:1             | CER Atlântico     | Cascavel Futsal Clube | AD Jaraguá            | 22         |
| 2023   | CER Atlântico             | 2:1                 | JEC Krona Futsal  | AD Brasil Futuro      | Cascavel Futsal Clube | 24         |
| 2024   | AD Jaraguá                | 3:3 (5:4 i. E.)     | Praia Clube       | Pato Futsal           | AF Umuarama           | 24         |

## Statistik

### Verein
| Rang | Verein                | Titel                            | Zweiter              |
| ---- | --------------------- | -------------------------------- | -------------------- |
| 1    | Carlos Barbosa        | 5 (2001, 2004, 2006, 2009, 2015) | 3 (1998, 2003, 2011) |
| 1    | AD Jaraguá            | 5 (2005, 2007, 2008, 2010, 2024) | 2 (2006, 2009)       |
| 3    | SC Ulbra              | 3 (1998, 2002, 2003)             | 3 (2001, 2004, 2008) |
| 4    | AD Brasil Futuro      | 2 (2014, 2020)                   | 3 (2016, 2019, 2021) |
| 5    | ADC Intelli           | 2 (2012, 2013)                   | 2 (2014, 2015)       |
| 6    | Atlético Mineiro      | 2 (1997, 1999)                   | 1 (2000)             |
| 6    | SC Corinthians        | 2 (2016, 2022)                   | 1 (2020)             |
| 8    | Pato Futsal           | 2 (2018, 2019)                   | 0                    |
| 9    | JEC Krona Futsal      | 1 (2017)                         | 3 (2007, 2012, 2023) |
| 9    | CER Atlântico         | 1 (2023)                         | 3 (2005, 2018, 2022) |
| 11   | SC Internacional      | 1 (1996)                         | 0                    |
| 11   | CR Vasco da Gama      | 1 (2000)                         | 0                    |
| 11   | FC Santos             | 1 (2011)                         | 0                    |
| 11   | Cascavel Futsal Clube | 1 (2021)                         | 0                    |
| 15   | Vasco da Gama FC      | 0                                | 1 (1996)             |
| 15   | EC Banespa            | 0                                | 1 (1997)             |
| 15   | Miécimo da Silva      | 0                                | 1 (1999)             |
| 15   | Minas Tênis Clube     | 0                                | 1 (2002)             |
| 15   | AAC Copagril          | 0                                | 1 (2010)             |
| 15   | Concordiense          | 0                                | 1 (2013)             |
| 15   | AE Venâncio Aires     | 0                                | 1 (2017)             |
| 15   | Praia Clube           | 0                                | 1 (2024)             |

### Bundesstaat
| Rang | Bundesstaat       | Titel | Zweiter |
| ---- | ----------------- | ----- | ------- |
| 1    | Rio Grande do Sul | 10    | 11      |
| 2    | São Paulo         | 7     | 7       |
| 3    | Santa Catarina    | 6     | 6       |
| 4    | Minas Gerais      | 2     | 3       |
| 5    | Paraná            | 3     | 1       |
| 6    | Rio de Janeiro    | 1     | 1       |